# سنوات الصفصاف (مسلسل)
سنوات الصفصاف  (باللغة التركية: Kavak Yelleri)، مسلسل درامي   كوميدي تركي مدبلج إلى اللغة العربية باللهجة السورية عُرض على قناة الراي ابتداءً من 2 مارس 2010 ودارت أحداثه ما بين إزمير وإسطنبول.

## قصة المسلسل

فريق العمل

يتحدث المسلسل عن ثلاثة أصدقاء هم أسيل، صافي، وأنس مترابطين منذ الطفولة، وفي وقت ما يلتحقون معاً بالمرحلة الثانوية، وهناك يتلقون بفتاة جاءت من ألمانيا تدعى "ميرة" لتنضم إليهم بعد قرار استقرارها في موطنها الأصلي، يكبر الأصدقاء الأربعة معاً وتكبر معهم مشاكلهم وأحلامهم حتى ينتقلوا إلى إسطنبول ثم تتوالى الأحداث ويتورط صافي في قضية قتل نتيجة مكيدة نصبها له أحد أصدقائه، يهلع صافي بعد رؤيته نقطة تفتيش لتلاحقه سيارة الشرطة وهو يهرب يلاقي سيارة أخيه معين ومن اجل تفادي الحادث يدخل في الشارع المؤدي الي البحر فتغرق السيارة وينجو اسيل وانس وميرا ويعتقد الجميع ان صافي مات الا انه لم يمت بل تم إنقاذه من قبل شخص اخر ويكون فاقد ذاكرته ويظل فاقد ذاكرته بعد الحادث بأربعة أشهر ولكن بسبب الحادث يصاب بمرض في دماغه وهذا ما سبب له فقدان ذاكرة مؤقت ويظهر حسام الذي كان يعمل محتال و بصدفة يحتال على الأصدقاء وبعد أن يتعرف عليهم يعجب بأسيل وبعد عدة أشهر عندما يحاول حسام الزواج بأسيل يكتشف أن صافي مازال على قيد الحياة فيخبرها بالأمر ويذهب عنهم.

## معلومات عن المسلسل
المسلسل عرض أول مرة 31 مايو 2007 على قناة 'Kanal D التركية وهو من إنتاجها.

## مواقيت العرض
| القناة   | التوقيت               |
| -------- | --------------------- |
| 'Kanal D | كل يوم السبت          |
| الراي    | جميع ايام ماعد الجمعة |

## أسماء الممثلين
شادي سلمان
انس İbrahim Kendirici باللغة التركية Deniz.
صافي Dağhan Külegeç باللغة التركية Efe
حسام (Sarp Apak)بالغة التركية ة Guven
ميرا Aslı Enver), mine
| الشخصية العربية | الممثل            | الشخصية التركية |
| --------------- | ----------------- | --------------- |
| اسيل            | Pelin Karahan     | Aslı            |
| انس             | İbrahim Kendirici | Deniz           |
| صافي            | Dağhan Külegeç    | Efe             |

ميرا Aslı Enver),

## ممثلون اخرون
Su-ceren moray
ali najada
Atakan - Cemil Büyükdöğerli
Halil - Emre Ertunç
Guven opusme
Ayşe - Ayten Uncuoğlu
Osman - Erol Aksoy
Hafize - Nurcan Eren
Kamil - Altan Gördüm
Leman - Gülen Karaman
Metin - Ferit Aktuğ
Nur - Neslihan Yeldan
Erkan - Kadir Kandemir
Semih Hoca - Levent Can
Nazif - Rüçhan Gürel
Oğuz - Murat Prosçiler
Seyfi - Ufuk Aşar
Ezgi - Aygen Avcı
Seda - Tilbe Taşlı
Süleyman - Nevzat Yılmaz
Michael - Derek Whitefield
Nurgül - Nil Günal
Leyla - Ceyda Ateş
Gönül - Didem İnselel
Salih - Tayfun Sav
Şükran - Şebnem Doğruer
Canan - Münire Apaydın
Haşmet - Yılmaz Gruda
Sevgi - Betül Arım
Sevgi - Füsun Öztoprak
Yılmaz - Mehmet Yer
Ada - Özge Özpirinçci
Murat - Ege Aydan
Duygu - Ahu Yağtu
Merve - İpek Yaylacıoğlu
Elçin - Dicle Alkan
Bilal - Suat Usta
Umut - Yiğit Evgar
Uğur - Ferit Kaya
Burak - Emir Benderlioğlu
Konuk - Özgür Çevik
Konuk - Özgün Uğurlu
Konuk - Binnur Kaya
Sermet - Adnan Önal
Nur Seven - Nursel Köse
Cem Ergun - Levent Özdilek
Betül - Işıl Dayıoğlı
Şiyar - İbrahim Raci Öksüz
Nimet - Nihal Menzil
Kerem - Hasan Önürdeş
Mert - Ümit Olcay
Gülseren - Devrim Atmaca
Sevda - İdil Yener
Berrin - Semra Dinçer
Gül - Reyhan Ulu
Koray - Cihan Yenici
Altan - Kerem Atabeyoğlu
Alp - Gökhan Kıraç
Selin - Tuğçe Kıltaç
Sinem - Banu Çiçek
Halil - Cem Gürleyen
Saadettin - Tarık Papuççuoğlu
nawaf almutiri

## وصلات خارجية
- سنوات الصفصاف على موقع IMDb (الإنجليزية)
- سنوات الصفصاف على موقع كينوبويسك (الروسية)
- سنوات الصفصاف على موقع قاعدة بيانات الفيلم (الإنجليزية)

## روابط خارجية
- http://www.kavakyelleri.tv/ نسخة محفوظة 18 مايو 2015 على موقع واي باك مشين.